# Hannah Teter
Hannah Teter (nascida no dia 27 de janeiro de 1987, em Belmont, Vermont) é uma snowboarder profissional estadunidense campeã e vice-campeã olímpica.

## Vida Pessoal e Início de Carreira
Teter é a filha "caçula" tendo 4 irmãos, sendo que dois de seus irmãos já competiram com a equipe de snowboard dos Estados Unidos; seus pais eram esquiadores mas graças aos filhos viraram snowboarders.
Teter começou a praticar snowboard aos 8 anos de idade, tendo sua primeira aula em sua casa na montanha Okemo. Ela foi graduada na Okemo Mountain School. Em 2002, com 15 anos, ela era a campeã mundial júnior do snowboard halfpipe; e tinha começado a competir no Campeonato Mundial de Snowboard FIS. Teter alcançou um 4 º lugar em sua primeira participação na modalidade halfpipe em Copa do Mundo, que foi em Valle Nevado, no Chile.

## Títulos
Dentre seus principais títulos estão:
- Campeã olímpica em 2006 e vice-campeã em 2010.
- 3° lugar no Campeonato Mundial de Snowboard FIS em 2005.
- Campeã (2004) e cinco vezes medalhista de bronze (2003, 2005, 2009, 2010 e 2012) nos Winter X Games.
- Várias oportunidades como campeã do Grand Prix de Snowboard.